# Björnrötter
Björnrötter (Meum) är ett släkte av flockblommiga växter. Björnrötter ingår i familjen flockblommiga växter.

## Bildgalleri

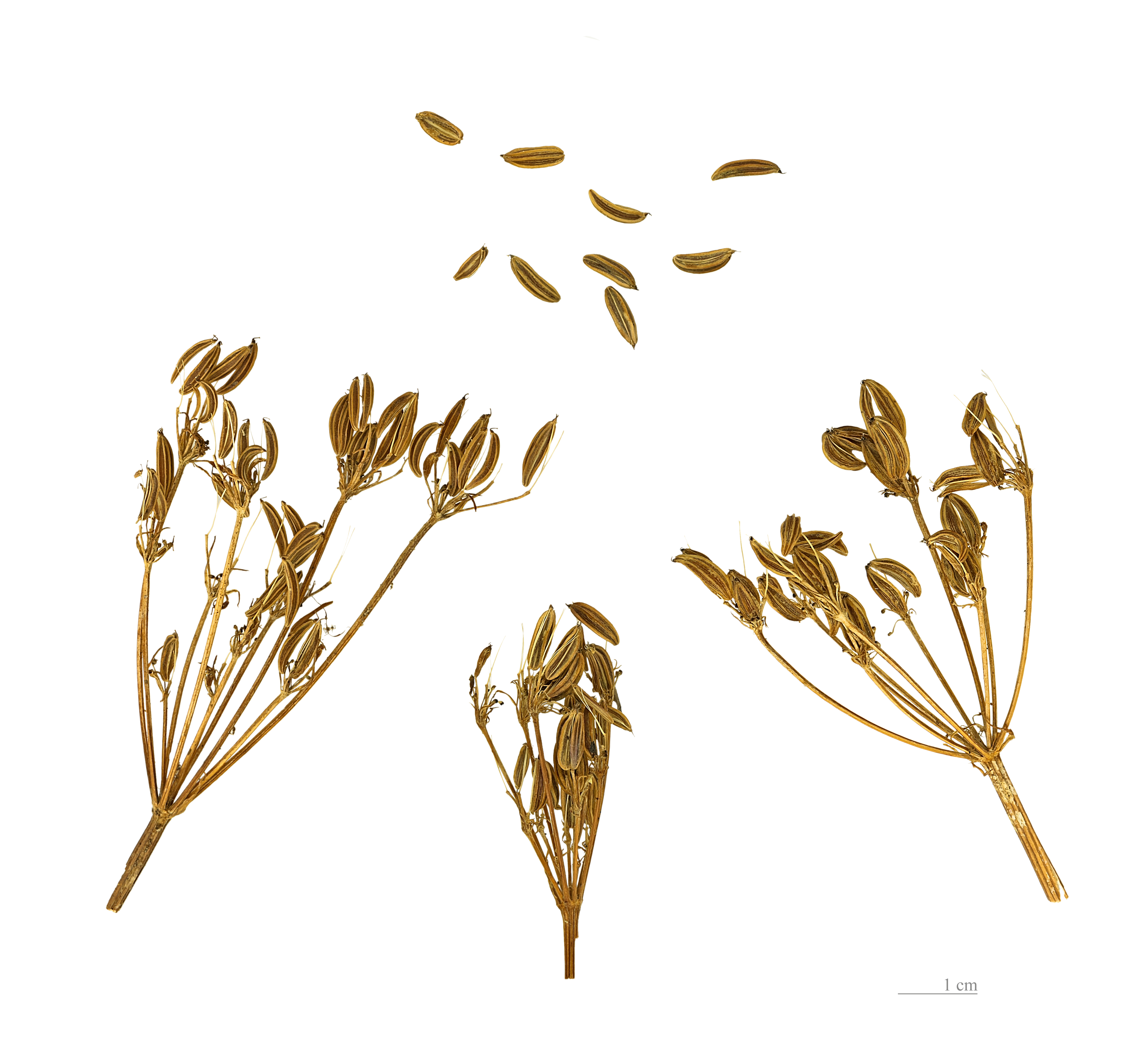
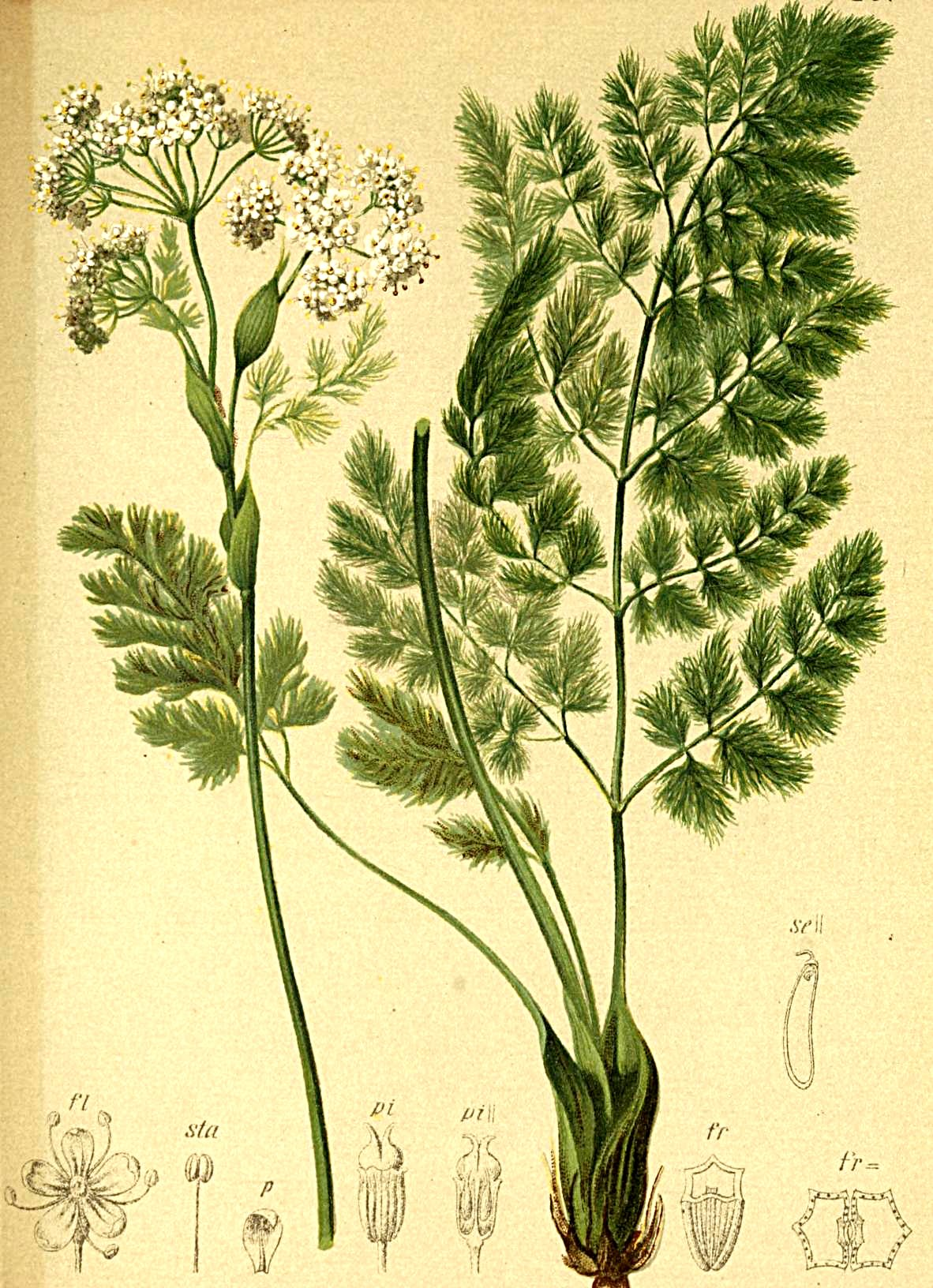

## Dottertaxa till Björnrötter, i alfabetisk ordning[1]
- Meum adonidifolium
- Meum alatum
- Meum anethifolium
- Meum athamanta
- Meum athamanticum
- Meum atlanticum
- Meum bunius
- Meum capillaceum
- Meum carvifolium
- Meum corsicum
- Meum dalechampii
- Meum diffusum
- Meum fatuum
- Meum heterophyllum
- Meum labranum
- Meum meum
- Meum mutellina
- Meum nevadense
- Meum nudicaule
- Meum nutans
- Meum piperatum
- Meum piperinum
- Meum piperitum
- Meum pyrenaicum
- Meum resinosum
- Meum rigidulum
- Meum segetum
- Meum sibiricum
- Meum siifolium
- Meum silaus
- Meum tenuifolium
- Meum vandasii
- Meum venosum
- Meum vulgare